# Іберійка скельна
Іберійка скельна (Iberis saxatilis) — вид квіткових рослин родини капустяних (Brassicaceae).

## Біоморфологічна характеристика
Це низький гіллястий кущик 7–15 см заввишки, зі скрученими, короткопухнастими і густо облистненими гілочками. Листки 3–9 × 1–1.5 мм, товстошкірі, майже лінійні, на верхівці загострені, по краю коротко-війчасті. Суцвіття 7–12 × 9–12 мм, у квітці щиткоподібне, у плоді коротко видовжене. Чашолистки, 1.5–2.5 мм, від зелених до пурпурових, голі, з білими плівчастими краями. Пелюстки 3.5–6.5 мм, від білого до багряно-білого забарвлення. Стручечки в зонтиках, овальні або округлі 5–9 × 4–7.5 мм. 2n = 22.

## Поширення
Росте в Туреччині, Марокко, на півдні Європи (Болгарія, Франція, Греція, Італія, Крим, Румунія, Іспанія, Швейцарія, Боснія та Герцеговина, Хорватія).
В Україні росте на скелястих місцях та оголеннях — у гірському Криму (переважно на яйлі та на ПБК), часто.